# Rokurokubi (favola)

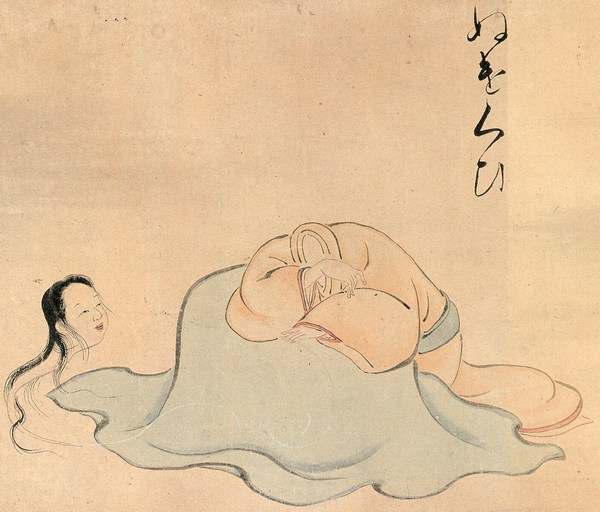
Nukekubi (Bakemono-dzukushi yumoto (化け物づくし湯本)

Rokurokubi (ろくろ首) è una favola della raccolta Kwaidan: Stories and Studies of Strange Things di Lafcadio Hearn e presenta il mostro omonimo (in realtà un errore di adattamento, si tratta infatti di una nukekubi, non una rokurokubi).

## Storia
La storia è ambientata "all'incirca cinquecento anni nel passato" e, considerando che Kwaidan fu pubblicato la prima volta nel 1904, si può assumere che risalga al periodo Muromachi (c.1336-1573).
Il protagonista, Isogai Heidazaemon Taketsura, un vassallo del Signore Kikuji, è la rappresentazione dei valori dell'epoca. Un tempo combatté durante la guerra d'Eikyō, nel 1438, durante il periodo Muromachi. In tale periodo feudale, le guerre tra i feudatari erano costanti e chi veniva sconfitto era costretto ad abbandonare i propri possedimenti al vincitore. Quando tale destino avverso colpisce il padrone di Isogai, invece di trovare un nuovo signore, Isogai decide di diventare un bonzo e assume il nuovo nome "Kwairyō".
Oltre a narrare una storia sovrannaturale, la storia riflette sui valori del periodo Muromachi, mostrando quanto fosse difficile per un ronin resistere alle avversità senza la protezione di un signore. Il mostro potrebbe anche essere sinonimo letterale della sofferenza dei ronin del tempo.

## Trama
Kwairyō sta attraversando le colline nella provincia di Kai quando si rende conto di essere lontano da qualunque villaggio o insediamento umano e, decidendo di dormire all'aperto, gli viene offerta ospitalità da un taglialegna che lo mette in guardia da certe "cose pelose". Kwairyō accetta e segue il taglialegna fino alla sua capanna, dove conosce gli altri quattro membri della famiglia e, parlando con il taglialegna, viene a sapere che questi un tempo era stato un guerriero di alto rango, poi caduto in disgrazia a causa del suo stesso egoismo. Kawairyō recita delle preghiere per il tglialegna prima di coricarsi. Giunta la notte, Kawairyō, non riuscendo a prendere sonno, si alza e trova cinque corpi senza testa, distesi sul pavimento. Il bonzo capisce allora di essere stato ospitato da dei nukekubi e sposta il corpo del taglialegna dalla sua posizione originale, in modo che la testa non possa più trovarlo e riattaccarsi.